# Persby
Persby är en ort i Fryksände distrikt (Fryksände socken) i Torsby kommun belägen strax nordost om Torsby. SCB hade 1995 för bebyggelsen i Persby och i dess grannort Röbjörkeby i söder avgränsat en småort namnsatt till Röbjörkeby som fanns kvar fram till 2000 medan den 2005 inte ingick i någon småort. 2010 hade SCB avgränsat en ny småort för bebyggelsen i Persby och den norra delen av Röbjörkeby samt ytterligare bebyggelse i norr kallad Utterbyn, denna gången namnsatt till Persby och Utterbyn (med småorten Utterbyn belägen strax nordost om bebyggelsen i denna småort också benämnd Utterbyn). 2015 blev hela bebyggelsen i de tidigare småorterna Röbjörkeby respektive Persby och Utterbyn en del av tätorten Torsby.